# Beigepannad nigrita
Beigepannad nigrita (Nigrita luteifrons) är en fågel i familjen astrilder inom ordningen tättingar.

## Utseende och läte
Beigepannad nigrita är en grå finkliknande fågel som lätt förbises. Hanen är mestadels grå ovan och svart under, med mörkgrå vingar. Honan är övervägande grå med mörkare vingar och svart ansikte. Båda könen har ljust skäraktiga ben och påtagligt ljus vitaktig panna, därav namnet. Hanen kan förväxlas med vitprickig nigrita, men skiljer sig genom den ljusa pannan men också genom avsaknad av vita fläckar på vingarna. Bland lätena hörs mjuka "tew" och fyra fallande visslingar, medan sången består av en längre serie visslingar, även de fallande. 

## Utbredning och systematik
Beigepannad nigrita delas in i två underarter:
- Nigrita luteifrons luteifrons – förekommer från Elfenbenskusten till Centralafrikanska republiken, norra Angola och västra Uganda
- Nigrita luteifrons alexanderi – förekommer på Bioko i Guineabukten

## Levnadssätt
Beigepannad nigrita hittas i skogsbryn och jordbruksbygd. Den ses i smågrupper eller som en del av artblandade flockar, ofta med andra nigriter.

## Status
Arten har ett stort utbredningsområde och beståndet anses vara stabilt. Internationella naturvårdsunionen IUCN listar den därför som livskraftig (LC).